# Kallikoppalu, Shrirangapattana
Kallikoppalu là một làng thuộc tehsil Shrirangapattana, huyện Mandya, bang Karnataka, Ấn Độ.